# Валинор
Ва́линор (кв. Valinor) или Валино́рэ (кв. Valinórë, [valiˈnoːre], «земля Валар») — в легендариуме Дж. Р. Р. Толкина область на континенте Аман, где обитали Валар. Вместе с островом Тол Эрессеа известен как «Бессмертные Земли»:
Long are the waves on the Last Shore falling,
Sweet are the voices in the Lost Isle calling,
In Eressёa, in Elvenhome that no man can discover,
Where the leaves fall not: land of my people for ever!
Термин этот, скорее, неправильный: только бессмертным существам разрешалось жить в Валиноре, однако сама страна, даже будучи благословлена Валар, не давала возможности смертным жить вечно. Бильбо и Фродо Бэггинсы, Сэм, отправившийся за Фродо, а также Гимли, сын Глоина, который, по легенде, отправился вместе со своим другом эльфом Леголасом на корабле в Аман, жили в Эльдамаре. Амандиль из Нуменора, возможно, достиг Валинора для того, чтобы вымолить прощение для нуменорцев, сохранивших верность Валар.

## География и обитатели

### Общие сведения о географии и жителях Валинора
В работах Толкина Валинор — место пребывания Валар (ед.ч. — Вала; Вала в облике женщины называется Валиэ), духов (айнур), часто принимающих человекоподобную форму, которых люди Средиземья часто называли «богами». Другие жители Валинора — это родственные Валар, но менее могущественные духи, Майар, и большинство эльдар. Валинор находится в Амане, к западу от которого расположено Эккайя, или Окружное море; оно окружает как Аман, так и Средиземье.
Валинор расположен в срединной области Амана, в его тропических и субтропических широтах. Климат в стране в целом тёплый, но на вершинах гор Пелори лежит снег. Все животные и растения, встречающиеся в Средиземье, есть и в Валиноре, однако существуют и эндемичные виды.
Кроме собственно Валинора, находящегося за Пелори, «берег Валинора», где живут эльфы, тоже считается его частью:
He beheld white shores and beyond them a far green country under a swift sunrise.

### Области проживания Валар и Валиэр
У каждого из Валар есть своя область, где они живут и меняют окружающий мир по собственной воле. Чертоги Манвэ и Варды, двух наиболее могущественных духов, располагаются на высочайшей вершине Пелори, Таникветиле. Йаванна, Валиэ природы, растений и урожая, живёт на юге, на Пастбищах Йаванны. Рядом находятся Чертоги Аулэ, супруга Йаванны. Оромэ, Охотник, живёт в Лесах Оромэ к северо-западу от пастбищ. Ниэнна, одинокая Валиэ грусти и страдания, живёт на дальнем западе континента, где проводит дни в плаче о всём зле в мире, глядя в море. К югу от дома Ниэнны и к северу от пастбищ находятся Чертоги Мандоса. Мандос (чьё настоящее имя — Намо) — Вала смерти и загробной жизни. Также в Чертогах Мандоса живёт его супруга Вайрэ-прядильщица, она прядет нити Времени. К востоку от Чертогов Мандоса находится остров Эстэ, который расположен в центре озера Лореллин, а оно, в свою очередь, — на севере садов Ирмо-Лориэна. Эстэ и Лориэн — супруги.

### Валимар
На юге Валинора, в центре континента Аман, на Поясе Арды (как называют там средиземский экватор), расположен Валимар, столица Валинора, известный также как Многозвонный (англ. City of Bells) или Валмар (в некоторых переводах), где собираются Валар и живут духи Майар и эльфы-Ваниар. Холм Эзеллохар, на котором стояли Древа Валар и Маханаксар, Кольцо Судьбы, находятся рядом с Валмаром. Далее к востоку находится ущелье Калакирия, единственный проход через Пелори — огромную горную цепь, огораживающую Валинор с трёх сторон, воздвигнутую, чтобы защитить его от Моргота. В ущелье находится город Тирион, построенный на холме Туна, город эльфов-нолдор. На берегу моря к северо-востоку от Тириона находится порт тэлери Альквалондэ, который, по описаниям, расположен довольно близко к Тириону, но в реальности может быть даже в нескольких сотнях миль к северу от него. Известно, что крыши домов Валимара были золотыми, полы серебряными, а двери отлиты из бронзы. В Валимаре было много колоколен, за что Валимар и прозвали Многозвонным.
В центре Валимара проживал вала Тулкас. Его дом несколькими ярусами вздымался в небо, и его поддерживали огромные медные колонны.

### Прочие города Валинора
Непосредственно к востоку от берега Валинора расположен остров Тол Эрессеа, где эльфы построили гавань Аваллонэ и где тэлери жили в течение столетий, прежде чем переместиться в сам Валинор.
На внутренних северных отрогах Пелори, в сотнях миль к северу от Валмара, располагалась крепость Форменос, которую со своими сторонниками построил Феанор, изгнанный Валар из Тириона за то, что поднял оружие на своего брата Финголфина. Там хранились Сильмариллы и другие сокровища нолдор. Был заброшен после Исхода Нолдор.

### Прочие факты о географии Валинора
На крайнем северо-востоке, за Пелори, находился покрытый льдом пролив Хэлкараксэ, который разделял континенты Аман и Средиземье (после падения Нуменора Валинор был изъят из кругов мира).
Вскоре после создания Солнца и Луны восточное побережье Амана было защищено длинной цепью мелких островков — так называемыми Зачарованными Островами (англ. Enchanted Isles). Все корабли, направлявшиеся из Средиземья на запад, неизбежно попадали в воды Затенённых Морей, преграждавшие подходы к Тол Эрессеа, Одинокому Острову. Для тех, кто рисковал высаживаться на Зачарованных Островах, берега их становились ловушкой: моряки засыпали беспробудным сном до Изменения Мира. Так сбывалось Пророчество Мандоса. Благословенный Край навеки стал недоступен для нолдор.
После разрушения Нуменора Бессмертные Земли были изъяты из Арды, чтобы люди не могли добраться до них, и только эльфы могут достичь Валинора по Прямому Пути, на кораблях, способных выйти из сфер Земли. По особой милости Валар все участники Братства Кольца также получили дозволение отправиться в Валинор.

### Размеры Валинора
Физические размеры Валинора никогда не уточнялись; кроме того, Толкин никогда не создавал детальных карт Амана, но на картах Карен Уинн Фонстад, основанных на схематичных набросках Толкина, размеры Валинора составляют около 800 миль с запада на восток (от Белегаэра до Внешнего моря) и 3000 миль с севера на юг. Весь континент Аман, от арктических широт Хэлкараксэ до субантарктического дальнего юга, имеет протяжённость порядка 7000 миль.

## История

### От основания Валинора до конца Первой Эпохи
Валинор был основан на западном континенте Аман, после того как Мелькор (мятежный Вала, которого эльфы позднее нарекли Морготом, «Чёрным врагом») уничтожил первоначальное место обитания Валар в Средиземье, на острове Альмарен. Чтобы защитить свой новый дом от нападений, Валар воздвигли на границах Валинора горы Пелори. Тёмные и гладкие, как стекло, вздымались их башни над облаками, и вершины венчал сверкающий лёд.
Валар также построили Валимар и вырастили два излучающих блистающий живой свет Древа. По легенде, Валинор значительно превосходил Альмарен по красоте.
Когда Валар узнали о пробуждении эльфов в Средиземье (где Мелькору никто не противостоял), они предложили переселить эльфов в безопасный Валинор. Однако для того, чтобы доставить их туда, Валар необходимо было устранить Мелькора. В результате начавшейся войны Утумно, цитадель Мелькора, была уничтожена. Большинство эльфов переселилось в Валинор и основало свои города, Тирион и Альквалондэ, начав тем самым век славы Валинора.
Сам Мелькор предстал перед судом Валар и был заточён в темницу Мандоса на три века. По прошествии этого времени Мелькора вновь привели на суд Валар, и он вымолил себе прощение. Манвэ был уверен, что Мелькор исцелился от зла. После освобождения, однако, Мелькор принялся насаждать зёрна сомнения в умы нолдор, утверждая, что Валар переселили их в Валинор для того, чтобы контролировать их и изъять все их земли в Средиземье в свою пользу, и что эльфы в реальности — пленники Валар. Он также поссорил Феанора с его братьями, Финголфином и Финарфином.
Когда Валар узнали об этом, было уже поздно: многие нолдор поверили злобным наветам Мелькора и принялись роптать против Валар; многих обуяла алчность и гордыня. Мелькор с помощью демона-паучихи Унголиант уничтожил Два Древа, убил короля нолдор Финвэ, похитил Сильмариллы и ускользнул в Средиземье. Мир вновь погрузился во тьму, и лишь свет звёзд озарял его. Так продолжалось до тех пор, пока Валар не сорвали с погибшего Тельпериона единственный серебряный цветок, а с погибшего Лаурелина — единственный золотой плод. Из них были созданы Луна и Солнце, ставшие новыми светилами Арды. После первого восход Солнца время в Арде стало всегда исчисляться только в солнечных годах.
Обезумевший от горя Феанор проклял Мелькора и нарёк его Морготом, Чёрным врагом мира. Феанор поднял бунт нолдор против Валар и повёл свой народ за Сильмариллами в Средиземье, устроив братоубийственную резню в Алквалондэ, в которой были убиты многие телери. После этого Мандос наложил на Феанора и его последователей проклятье.
Финарфин вернулся в Валинор, был прощён Валар и с тех пор правил нолдор, оставшимися в Валиноре. Феанор же со своим войском на кораблях отплыл в Средиземье, предав Финголфина, который был вынужден вести своё войско через покрытый ледяными торосами залив Хелькараксэ, и в этом походе многие погибли.
Валинор не принимал участия в борьбе нолдор с Морготом, но когда в конце Первой Эпохи мира нолдор, казалось, были окончательно разгромлены Морготом, мореходу Эарендилу удалось добраться до Валинора и убедить Валар вмешаться в войну. Могучее войско Майар, ваниар и оставшихся в Валиноре нолдор уничтожило гигантскую армию Моргота, и Валар выбросили его во Внешнюю Тьму.

### Вторая Эпоха
Во Вторую Эпоху Валинор совершил единственное значительное деяние: из моря был поднят остров Андор, который был отдан людям-эдайн (которые сражались вместе с нолдор), где они основали королевство Нуменор. Вскоре сила Нуменора безмерно возросла, а его правители возгордились и начали втайне мечтать о вечной жизни. Последний король Нуменора Ар-Фаразон, под влиянием взятого им в плен в Средиземье бывшего помощника Моргота в его злых делах, майа Саурона, которого сделал своим советником, с огромным флотом вторгся в Валинор. Тогда Валар воззвали к Эру Илуватару, творцу мира, и Нуменор был затоплен, а Аман стал более недоступен смертным людям; весь остальной же мир был сделан круглым.

### Третья Эпоха
В Третью Эпоху, понимая, что непосредственный конфликт с возродившимся в Средиземье Сауроном будет катастрофическим для другой стороны, Валар послали в Средиземье Истари (магов), которые давали советы людям при их сопротивлении Темному Владыке. После уничтожения Кольца Всевластия, падения Саурона и окончания Войны Кольца, в Эльдамар вернулось множество ушедших из Амана когда-то эльфов.